# Caroline (Nueva York)
Caroline es un pueblo ubicado en el condado de Tompkins en el estado estadounidense de Nueva York. En el año 2000 tenía una población de 2,910 habitantes y una densidad poblacional de 20 personas por km².

## Geografía
Caroline se encuentra ubicado en las coordenadas 43°21′55″N 73°20′37″O / 43.36528, -73.34361.

## Demografía
Según la Oficina del Censo en 2000 los ingresos medios por hogar en la localidad eran de $43,315, y los ingresos medios por familia eran $51,983. Los hombres tenían unos ingresos medios de $35,375 frente a los $26,587 para las mujeres. La renta per cápita para la localidad era de $21,531. Alrededor del 7.4% de la población estaban por debajo del umbral de pobreza.